# Secure Fence Act of 2006
Il Secure Fence Act of 2006 è una legge statunitense che mira a rafforzare la sicurezza del confine col Messico prevenendo l'immigrazione clandestina e il narcotraffico tramite la costruzione di una barriera di 1100 km lungo il confine tra Messico e Stati Uniti. Inoltre, la legge autorizza un maggior numero di barriere mobili, checkpoints, luci e permette al Department of Homeland Security il controllo satellitare del confine con l'uso di velivoli UAV. Il Congresso ha finanziato l'opera con 1.2 miliardi di $, alcuni sostengono che il finanziamento sia in realtà di 4,8 miliardi di $.
Il disegno di legge fu proposto il 13 settembre 2006 da Peter T. King (R-NY) come H.R. 6061. Il Fence Act venne approvato con 283 sì - 138 no il 14 settembre 2006 dalla Camera e il 29 settembre 2006 al Senato 80 sì - 19 no.